# رود تویویهیرا
رود تویویهیرا (豊平川 Toyohira-gawa) یک رود در ژاپن است که در هوکایدو واقع شده‌است.